# Церква Успіння Пресвятої Богородиці (Мишківці)
Церква Успіння Пресвятої Богородиці в Мишківцях — парафія і храм греко-католицької громади Копичинецького деканату Бучацької єпархії Української греко-католицької церкви в селі Мишківці Чортківського району Тернопільської области.

## Історія церкви
З 1720 року громада села належала до греко-католицької парафії села Целіїв, що мала церкву Покрови Пресвятої Богородиці.
22 лютого 1998 року громада створила власну парафію. Парафіяни збудували храм за власні кошти, будівництвом керував Василь Польовий. У 2005 році церкву розписав Роман Папінко.
8 січня 2009 року храм освятив о. Димитрій Григорак, ЧСВВ, Апостольський Адміністратор Бучацької єпархії.
На парафії служать дяки Михайло Маланчук та Петро Журбик (з 2002 року).
При парафії діє Вівтарна дружина, членами якої є Назар Мостовий, Василь Осарчук, Назар Безкоровайний та Олександр Подольський. Катехизацію проводить священник, який також є головою парафіяльної ради.
На території парафії знаходяться хрести парафіяльного значення.

## Парохи
- о. Тимофій Буштинський,
- о. Методій Бучинський,
- о. Роман Гладій,
- о. Богдан Барицький,
- о. Володимир Данилів — адміністратор парафії (з 2002).